# Reattore nucleare VVER

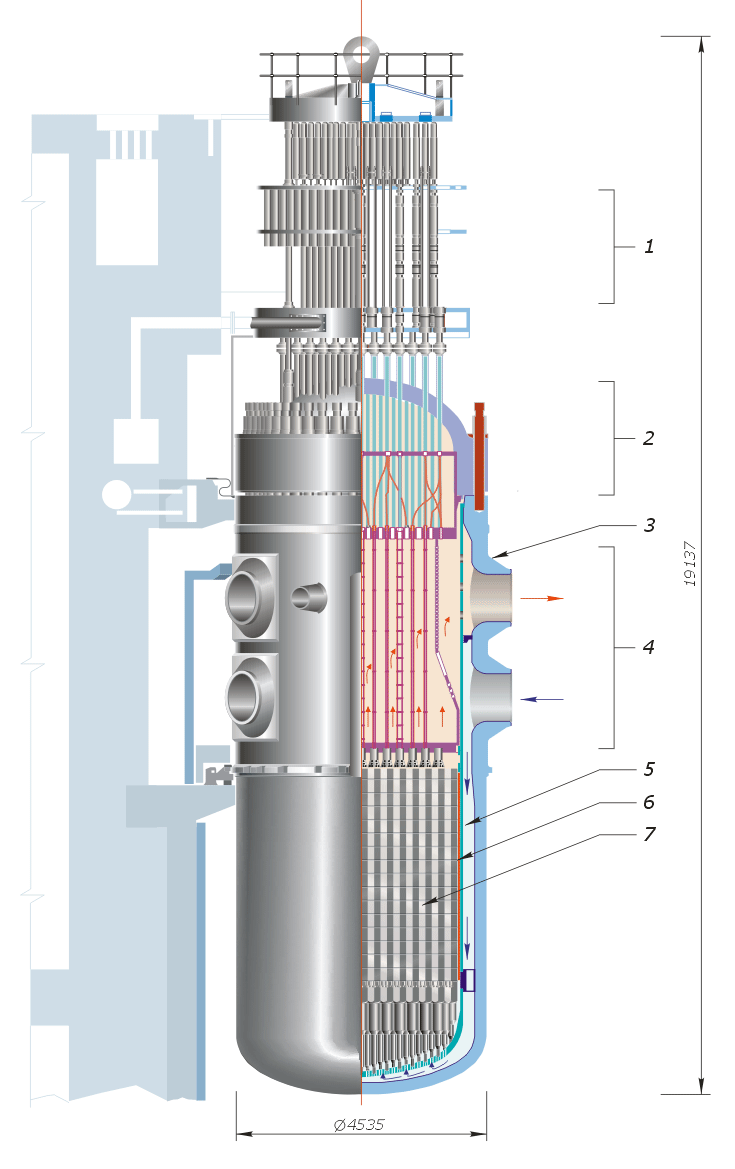
VVER-1000

Il Reattore nucleare VVER (in russo Водо-водяной энергетический реактор?, Vodo-Vodjanoj Ėnergetičeskij Reaktor; Reattore Energetico Acqua-Acqua) è una serie di reattori nucleari ad acqua pressurizzata progettati e costruiti dall'Unione Sovietica. Le differenze macroscopiche ed esteriori rispetto ai reattori occidentali sono la presenza di un gran numero di generatori di vapore, in genere da 6 a 8, contro i 4 o meno dei modelli occidentali, e che questi sono posizionati in orizzontale e non verticale. Altre differenze poi sono date dalla struttura degli elementi di combustibile, che sono di forma esagonale al posto di quella quadrata utilizzata di solito in occidente, e le pastiglie di combustibile nucleare sono forate al centro per ridurre la probabilità di fusione in transitori incidentali.

## Scopi del progetto
Gli scopi del progetto sono quelli di produrre una serie di reattori a basso costo ma al tempo stesso sicuri, utilizzando dei sistemi di sicurezza che rendano inutile la costruzione di un grande edificio di contenimento, che racchiuda al suo interno tutta la centrale. La costruzione infatti di tale scudo esterno, normalmente adottato in tutte le moderne filiere occidentali, è un costo rilevante per una centrale nucleare.
Le ultime versioni dei reattori hanno mantenuto bassi costi di installazione ma aumentando notevolmente i livelli di sicurezza equiparandoli a quelli occidentali.

## Caratteristiche ingegneristiche
L'abbreviazione VVER è la sigla in russo di Vodo-Vodjanoj Ėnergetičeskij Reaktor ovvero "Reattore Energetico Acqua-Acqua", un reattore nucleare di potenza refrigerato e moderato ad acqua. Questo descrive un tipo di progetto inquadrabile come reattore nucleare ad acqua pressurizzata. Le barre di combustibile del reattore sono completamente immerse in acqua alla pressione di 15 MPa, in modo che non bolla alle normali temperature operative (da 220 a più di 300 °C). L'acqua nel reattore serve sia come refrigerante che come moderatore, fatto che costituisce una caratteristica decisiva di sicurezza passiva. Se la circolazione del refrigerante dovesse mancare l'effetto di moderazione dei neutroni prodotto dall'acqua verrebbe a mancare, riducendo l'intensità della reazione e compensando per la perdita del refrigerante, una condizione nota come coefficiente di vuoto negativo. L'intero reattore è racchiuso in un massiccio contenitore in acciaio. Le pastiglie sono in uranio a basso arricchimento (circa 2,4–4,4% 235U) diossido di uranio (UO2) o equivalente compresso.
A differenza di quanto avviene nelle controparti occidentali, nei VVER gli elementi sono disposti in uno schema a triangolo equilatero, e non usano gruppi di barre di controllo in corrispondenza degli elementi di combustibile, ma elementi di controllo a loro adiacenti, ad inserimento dall'alto come nei reattori occidentali. Quando pienamente inseriti alcuni vani per gli elementi di combustibile sono quindi occupati da elementi di controllo.

### Circuito di refrigerazione primario

Schema del circuito primario di un VVER-1000. Le lettere indicano: SG generatore di vapore; CP pompa di ricircolo; P pressurizzatore; NR reattore

Nel circuito primario degli impianti di seconda generazione l'acqua è tenuta a una pressione di 12,4 MPa, sempre superiore a quella di ebollizione corrispondente alle normali temperature operative, ma inferiore a quella nelle controparti occidentali. L'acqua contenuta nel vessel, assolve la duplice funzione di moderare e refrigerare il nucleo. Il calore sottratto dal refrigerante viene a sua volta ceduto nel secondario, tramite i generatori di vapore.
Nel circuito primario distinguiamo 4 componenti essenziali:
1. Vessel: è il recipiente in pressione al cui interno è contenuto il core, cioè il luogo in cui hanno sede le reazioni nucleari di fissione, responsabili della produzione di potenza termica. Grazie al passaggio del refrigerante il calore viene asportato. Il controllo è effettuato tramite le barre di controllo, inseribili dall'alto.
2. Pressurizzatore: è un grosso recipiente, al cui interno si trova acqua e vapore. Ha la funzione di mantenere costante la pressione del primario. Al suo interno si trovano i riscaldatori e le docce con le quali si riesce ad operare la compensazione del volume del primario. In alto presenta delle valvole di sicurezza che permettono la fuoriuscita di vapore soltanto nel caso in cui, in scenari anomali, la pressione interna dovesse superare un dato valore di sicurezza.
3. Generatore di vapore (4): è un grande scambiatore di calore di forma cilindrica, il cui asse di simmetria è orizzontale. All'interno una grande piastra separa i fluidi, permettendone lo scambio termico. L'acqua del primario scorre nella parte bassa, mentre il vapore si produce nella parte alta. Dato che nel secondario regna una pressione inferiore al primario, le temperature sono sufficienti a permettere l'ebollizione dell'acqua con conseguente produzione di vapore.
4. Pompe di ricircolo (4): sono pompe progettate per smaltire notevoli portate con ridotta prevalenza e hanno il compito di permettere il ricircolo dell'acqua del primario.

Al fine di assicurare la sicurezza dell'impianto tali componenti assolvono la filosofia della ridondanza.

### Circuito secondario e potenza elettrica
Nel circuito secondario troviamo i seguenti sottosistemi:
1. Generatori di vapore: come sopra, si tratta di grandi scambiatori di calore, che permettono la produzione di vapore sul lato secondario. Prima che il vapore prodotto finisca in turbina, è previsto il passaggio attraverso separatori ed essiccatori al fine di produrre un vapore secco.
2. Turbina: è l'organo rotante, comune a tutte le centrali termoelettriche convenzionali, mediante il quale si converte la potenza termica del vapore, in potenza meccanica. L'albero rotante è connesso tramite un'apposita frizione al generatore elettrico. La turbina è divisa in due blocchi: alta e bassa pressione. Al fine di limitare la produzione di condensa, le cui goccioline danneggerebbero gravemente le pale della turbina, è previsto l'uso di un riscaldatore tra i due blocchi.
3. Riscaldatore: si tratta di uno scambiatore di calore il cui fine è quello di essiccare il vapore in uscita dal blocco alta pressione della turbina. Il calore viene fornito tramite una modesta portata di vapore spillata prima dell'ingresso della turbina.
4. Condensatore: il vapore ormai a bassa pressione condensa in questo grande scambiatore di calore. La sottrazione del calore è permessa da un circuito di raffreddamento che usa acqua a temperatura ambiente.
5. Degasatore: è un dispositivo che permette la rimozione di eventuali incondensabili presenti nel fluido.
6. Pompe di alimento: Si tratta di pompe ad alta prevalenza e modesta portata indispensabili per portare l'acqua in uscita dal condensatore a bassa pressione, alla relativamente alta pressione presente sul secondario del generatore di vapore.

L'acqua in questo circuito normalmente non è radioattiva.

### Circuito di refrigerazione
Si tratta del circuito che permette la sottrazione del calore dal condensatore. Ciò è reso possibile dall'uso di acqua prelevata dall'ambiente, ad esempio da laghi o fiumi. Nel caso in cui la disponibilità di acqua fosse modesta si ricorre all'uso delle torri evaporative, cioè di grandi camini in cui l'acqua viene spruzzata in alto e, durante la sua discesa, scambia calore con l'aria. In tale processo si registra una ridotta evaporazione dell'acqua, pertanto è prevista una portata di reintegro.
Oltre alla generazione di energia elettrica, molti impianti VVER assolvono anche alla capacità di fornire calore alle utenze residenziali e industriali.

### Barriere di sicurezza

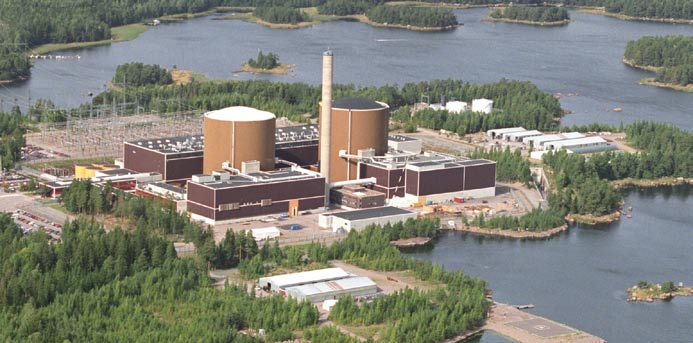
Le due unità VVER-440 di Loviisa hanno edifici di contenimento che soddisfano gli standard occidentali.

Le centrali nucleari devono scongiurare la fuga di materiali radioattivi nell'ambiente. Per assolvere tale mansione le centrali VVER, analogamente ad altre filiere, presentano 4 livelli di barriere:
1. Pellet di combustibile: Gli elementi radioattivi, costituiti dagli atomi frammentati, sono trattenuti in grande parte nello stesso materiale che costituisce il combustibile.
2. Barre di combustibile: Ogni barra è foderata con un rivestimento in lega di Zirconio, resistente al calore e all'alta pressione.
3. Vessel: Il massiccio recipiente in acciaio rappresenta un imponente scudo contro la fuga di radiazioni e materiali radioattivi.
4. Edificio del reattore: Si tratta di un vero e proprio edificio di contenimento che racchiude al suo interno tutto il circuito primario ed è capace di resistere alla stessa pressione presente nel primario.

Attualmente i reattori VVER operativi presentano un'attenzione alla sicurezza che non ha nulla a che vedere con i progetti dei reattori di tipo RBMK, ossia della stessa filiera del reattore che causò il disastro di Černobyl'.
Nei reattori RBMK, dell'Unione Sovietica, il moderatore era costituito da grafite (materiale infiammabile). Il reattore non presentava alcun edificio di contenimento, al fine di contenere i costi e permettere la sostituzione del combustibile durante la normale marcia del reattore. Questo fatto ha importanza in campo bellico: la facile sostituzione del combustibile permette l'irraggiamento del combustibile per breve tempo in modo da produrre Plutonio di qualità compatibile con la preparazione di armamenti nucleari.
I reattori VVER, come si è detto, presentano invece un robusto edificio di contenimento. La sostituzione del combustibile è possibile soltanto spegnendo l'impianto.

## Le varie versioni del reattore
I reattori VVER hanno moltissime versioni, denominate ognuna come V-XXX, per semplicità organizzativa si procede quindi a una schematizzazione secondo le classi di potenza e non secondo le generazioni, visto che una stessa potenza ha visto numerose evoluzioni che hanno fatto avanzare di generazione la classe di potenza, come il VVER-1000 che dalla versione V-320 di II generazione si è arrivati (al momento) allo sviluppo del V-466B che era proposto per Belene ed ora per Kozloduj7 che è di III+ generazione.

### VVER-1000

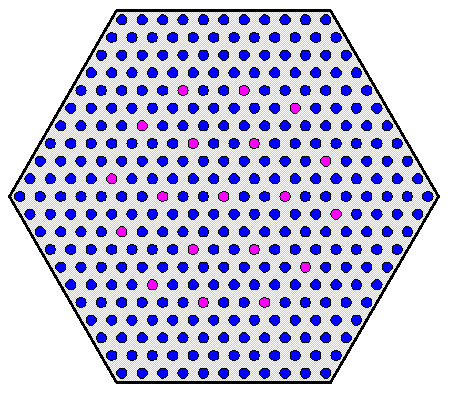
Sezione trasversale dell'elemento di combustibile dei VVER-1000. In blu le barre di combustibile, in magenta le barre di controllo

I reattori VVER hanno molte versioni che si differenziano per taglia elettrica e grado di sviluppo. Vi sono alcuni impianti che assolvono la duplice funzione di produrre energia termica ed elettrica per le utenze civili e industriali. Con la stessa sigla, spesso si confondono impianti di generazioni diverse. Vediamo in breve l'impianto tipico VVER-1000.
Il suffisso 1000 si riferisce alla taglia elettrica dell'impianto: si tratta di una centrale nucleare capace di erogare in rete fino a 1000 MW di potenza elettrica. Il nocciolo ha una taglia termica di poco più di 3 GW.
La produzione del calore avviene dentro un grande scafo in acciaio, sulla cui sommità sono disposti i canali che permettono l'introduzione delle barre di controllo.

Disposizione degli elementi esagonali nel nocciolo dei VVER (a sinistra) e degli elementi quadrati in quello di un PWR occidentale.

Lo scafo, in posizione centrale, è connesso al circuito primario, costituito da 4 circuiti in parallelo. In ogni circuito di refrigerazione figura una pompa di ricircolo e il generatore di vapore. È presente un unico grande pressurizzatore, collegato alle tubazioni del circuito primario, con lo scopo di mantenere sotto controllo la pressione del circuito, dato che nel primario l'acqua refrigerante si mantiene allo stato liquido, nelle normali condizioni di funzionamento. La pressione interna del circuito è dell'ordine di 15,7 MPa, con temperature comprese tra i 300 e i 325 °C.
L'impianto appartiene alla famiglia dei reattori PWR, e si differenzia dai PWR occidentali sotto due aspetti:
- Orientazione del generatore di vapore: ad asse orizzontale, mentre nella filiera occidentale ha asse verticale.
- Sagoma dell'elemento di combustibile: l'elemento di combustibile ha sezione esagonale, mentre in entrambe le tecnologie occidentali PWR e BWR ha sezione quadrata.

### VVER-1200
| Caratteristiche generali del progetto base |          |
| Potenza termica                            | 3200 MWt |
| Potenza elettrica (netta)                  | 1150 MWe |
| Efficienza elettrica (netta)               | 36%      |
| Fattore di carico (stimato)                | >92%     |
| Vita operativa (stimata)                   | 60 anni  |
| Burnup (massimo)                           | >70GWd/t |
| Frequenza danneggiamento grave             | <10−6    |
| Pressione circuito primario                | 16,2 MPa |
| Temperatura acqua in uscita                | 328,9 °C |
| Pressione circuito secondario              | 7,00 MPa |

Questa classe di potenza di reattori consta al momento di 2 differenti versioni, il V-392M derivante dai VVER-1000 modelli V-392 e V-412 e il V-491 derivante dal VVER-1000 modello V-428.

## I VVER nel mondo

### Operativi
| Reattori operatividati aggiornati alla pagina nazionale corrispondente |         |                    |                    |                         |                        |                        |
| Impianto                                                               | Modello | Potenza netta (MW) | Inizio costruzione | Allacciamento alla rete | Produzione commerciale | Dismissione (prevista) |
| Metsamor (Armenia) (Reattore 2)                                        | V-230   | 376                | 1º luglio 1975     | 5 gennaio 1980          | 3 maggio 1980          | 2016                   |
| Bielorussia (Bielorussia) (Reattore 1)                                 | V-491   | 1110               | 6 novembre 2013    | 3 novembre 2020         | inizio 2021            |                        |
| Kozloduj (Bulgaria) (Reattore 5)                                       | V-320   | 963                | 9 settembre 1980   | 29 novembre 1987        | 23 dicembre 1988       |                        |
| Kozloduj (Bulgaria) (Reattore 6)                                       | V-320   | 963                | 1º aprile 1982     | 2 agosto 1991           | 30 dicembre 1993       |                        |
| Tianwan (Cina) (Reattore 1)                                            | V-428   | 990                | 20 dicembre 1999   | 12 maggio 2006          | 17 maggio 2007         |                        |
| Tianwan (Cina) (Reattore 2)                                            | V-428   | 990                | 20 ottobre 2000    | 14 maggio 2007          | 16 agosto 2007         |                        |
| Tianwan (Cina) (Reattore 3)                                            | V-428M  | 1060               | 27 dicembre 2012   | 30 dicembre 2017        | metà 2018              |                        |
| Tianwan (Cina) (Reattore 4)                                            | V-428M  | 990                | 27 settembre 2013  | 27 ottobre 2018         | inizio 2019            |                        |
| Loviisa (Finlandia) (Reattore 1)                                       | V-213   | 502                | 1º maggio 1971     | 8 febbraio 1977         | 9 maggio 1977          | 2027                   |
| Loviisa (Finlandia) (Reattore 2)                                       | V-213   | 507                | 1º agosto 1972     | 4 novembre 1980         | 5 gennaio 1981         | 2030                   |
| Bushehr (Iran) (Reattore 1)                                            | V-446   | 915                | 1º maggio 1975     | 3 settembre 2011        | 30 luglio 2012         |                        |
| Kudankulam (India) (Reattore 1)                                        | V-392   | 932                | 31 marzo 2002      | 22 ottobre 2013         | 31 dicembre 2014       |                        |
| Kudankulam (India) (Reattore 2)                                        | V-392   | 932                | 4 luglio 2002      | 29 agosto 2016          | 31 marzo 2017          |                        |
| Dukovany (Repubblica Ceca) (Reattore 1)                                | V-213   | 468                | 1º gennaio 1979    | 24 febbraio 1985        | 3 maggio 1985          | 2025                   |
| Dukovany (Repubblica Ceca) (Reattore 2)                                | V-213   | 471                | 1º gennaio 1979    | 30 gennaio 1986         | 21 maggio 1986         | 2026                   |
| Dukovany (Repubblica Ceca) (Reattore 3)                                | V-213   | 468                | 1º marzo 1979      | 14 novembre 1986        | 20 dicembre 1986       | 2026                   |
| Dukovany (Repubblica Ceca) (Reattore 4)                                | V-213   | 471                | 1º marzo 1979      | 16 giugno 1987          | 19 luglio 1987         | 2027                   |
| Temelín (Repubblica Ceca) (Reattore 1)                                 | V-320   | 1026               | 1º febbraio 1987   | 21 dicembre 2000        | 10 giugno 2002         | 2042                   |
| Temelín (Repubblica Ceca) (Reattore 2)                                 | V-320   | 1026               | 1º febbraio 1987   | 29 dicembre 2002        | 18 aprile 2003         | 2043                   |
| Balakovo (Russia) (Reattore 1)                                         | V-320   | 950                | 1º dicembre 1980   | 28 dicembre 1985        | 23 maggio 1986         | 2043                   |
| Balakovo (Russia) (Reattore 2)                                         | V-320   | 950                | 1º agosto 1981     | 8 ottobre 1987          | 18 gennaio 1988        | 2033                   |
| Balakovo (Russia) (Reattore 3)                                         | V-320   | 950                | 1º novembre 1982   | 25 dicembre 1988        | 8 aprile 1989          | 2049                   |
| Balakovo (Russia) (Reattore 4)                                         | V-320   | 950                | 1º aprile 1984     | 11 aprile 1993          | 22 dicembre 1993       | 2053                   |
| Kalinin (Russia) (Reattore 1)                                          | V-338   | 950                | 1º febbraio 1977   | 9 maggio 1984           | 12 giugno 1985         | 2045                   |
| Kalinin (Russia) (Reattore 2)                                          | V-338   | 950                | 1º febbraio 1982   | 3 dicembre 1986         | 3 marzo 1987           | 2047                   |
| Kalinin (Russia) (Reattore 3)                                          | V-320   | 950                | 1º ottobre 1985    | 16 dicembre 2004        | 8 novembre 2005        | 2065                   |
| Kalinin (Russia) (Reattore 4)                                          | V-320   | 950                | 1º agosto 1986     | 24 novembre 2011        | 25 dicembre 2012       | 2072                   |
| Kola (Russia) (Reattore 1)                                             | V-230   | 411                | 1º maggio 1970     | 29 giugno 1973          | 28 dicembre 1973       | 2028                   |
| Kola (Russia) (Reattore 2)                                             | V-230   | 411                | 1º maggio 1970     | 9 dicembre 1974         | 21 febbraio 1975       | 2029                   |
| Kola (Russia) (Reattore 3)                                             | V-230   | 411                | 1º aprile 1977     | 24 marzo 1981           | 3 dicembre 1982        | 2027                   |
| Kola (Russia) (Reattore 4)                                             | V-230   | 411                | 1º agosto 1976     | 11 ottobre 1984         | 6 dicembre 1984        | 2039                   |
| Leningrado 2 (Russia) (Reattore 1)                                     | V-491   | 1085               | 25 ottobre 2008    | 9 marzo 2018            | 29 ottobre 2018        |                        |
| Leningrado 2 (Russia) (Reattore 2)                                     | V-491   | 1085               | 15 aprile 2010     | 22 ottobre 2020         | fine 2020              |                        |
| Novovoronež (Russia) (Reattore 4)                                      | V-179   | 385                | 1º luglio 1967     | 28 dicembre 1972        | 24 marzo 1973          | 2032                   |
| Novovoronež (Russia) (Reattore 5)                                      | V-187   | 950                | 1º marzo 1974      | 31 maggio 1980          | 20 febbraio 1981       | 2035                   |
| Novovoronež 2 (Russia) (Reattore 1)                                    | V-392M  | 1114               | 24 giugno 2008     | 5 agosto 2016           | 27 febbraio 2017       | 2077                   |
| Novovoronež 2 (Russia) (Reattore 2)                                    | V-392M  | 1114               | 12 luglio 2009     | 1º maggio 2019          | metà 2019              |                        |
| Rostov (Russia) (Reattore 1)                                           | V-320   | 950                | 1º settembre 1981  | 30 marzo 2001           | 25 dicembre 2001       | 2030                   |
| Rostov (Russia) (Reattore 2)                                           | V-320   | 950                | 1º maggio 1983     | 18 marzo 2010           | 10 dicembre 2010       | 2040                   |
| Rostov (Russia) (Reattore 3)                                           | V-320   | 950                | 15 settembre 2009  | 27 dicembre 2014        | 17 settembre 2015      | 2045                   |
| Rostov (Russia) (Reattore 4)                                           | V-320   | 1011               | 16 giugno 2010     | 2 febbraio 2018         | metà 2018              |                        |
| Bohunice (Slovacchia) (Reattore 3)                                     | V-213   | 471                | 1º dicembre 1976   | 20 agosto 1984          | 14 febbraio 1985       | 2024                   |
| Bohunice (Slovacchia) (Reattore 4)                                     | V-213   | 471                | 1º dicembre 1976   | 9 agosto 1985           | 18 dicembre 1985       | 2025                   |
| Mochovce (Slovacchia) (Reattore 1)                                     | V-213   | 436                | 13 ottobre 1983    | 4 luglio 1998           | 29 ottobre 1998        |                        |
| Mochovce (Slovacchia) (Reattore 2)                                     | V-213   | 436                | 13 ottobre 1983    | 20 dicembre 1999        | 11 aprile 2000         |                        |
| Chmel'nyc'kyj (Ucraina) (Reattore 1)                                   | V-320   | 950                | 1º novembre 1981   | 31 dicembre 1987        | 13 agosto 1988         | 2032                   |
| Chmel'nyc'kyj (Ucraina) (Reattore 2)                                   | V-320   | 950                | 1º febbraio 1985   | 7 agosto 2004           | 15 dicembre 2005       | 2050                   |
| Rivne (Ucraina) (Reattore 1)                                           | V-213   | 381                | 1º agosto 1973     | 31 dicembre 1980        | 21 settembre 1981      | 2026                   |
| Rivne (Ucraina) (Reattore 2)                                           | V-213   | 376                | 1º ottobre 1973    | 30 dicembre 1981        | 30 luglio 1982         | 2027                   |
| Rivne (Ucraina) (Reattore 3)                                           | V-320   | 950                | 1º febbraio 1980   | 21 dicembre 1986        | 16 maggio 1987         | 2032                   |
| Rivne (Ucraina) (Reattore 4)                                           | V-320   | 950                | 1º agosto 1986     | 10 ottobre 2004         | 6 aprile 2006          | 2050                   |
| Ucraina del Sud (Ucraina) (Reattore 1)                                 | V-302   | 950                | 1º marzo 1977      | 31 dicembre 1982        | 18 ottobre 1983        | 2027                   |
| Ucraina del Sud (Ucraina) (Reattore 2)                                 | V-338   | 950                | 1º ottobre 1979    | 6 gennaio 1985          | 6 aprile 1985          | 2030                   |
| Ucraina del Sud (Ucraina) (Reattore 3)                                 | V-320   | 950                | 1º febbraio 1985   | 20 settembre 1989       | 29 dicembre 1989       | 2034                   |
| Zaporižžja (Ucraina) (Reattore 1)                                      | V-320   | 950                | 1º aprile 1980     | 10 dicembre 1984        | 25 dicembre 1985       | 2030                   |
| Zaporižžja (Ucraina) (Reattore 2)                                      | V-320   | 950                | 1º gennaio 1981    | 22 luglio 1985          | 15 febbraio 1986       | 2031                   |
| Zaporižžja (Ucraina) (Reattore 3)                                      | V-320   | 950                | 1º aprile 1982     | 10 dicembre 1986        | 5 marzo 1987           | 2032                   |
| Zaporižžja (Ucraina) (Reattore 4)                                      | V-320   | 950                | 1º aprile 1983     | 18 dicembre 1987        | 14 aprile 1988         | 2033                   |
| Zaporižžja (Ucraina) (Reattore 5)                                      | V-320   | 950                | 1º novembre 1985   | 14 agosto 1989          | 27 ottobre 1989        | 2034                   |
| Zaporižžja (Ucraina) (Reattore 6)                                      | V-320   | 950                | 1º giugno 1986     | 19 ottobre 1995         | 16 settembre 1996      | 2041                   |
| Paks (Ungheria) (Reattore 1)                                           | V-213   | 470                | 1º agosto 1974     | 28 dicembre 1982        | 10 agosto 1983         | 2032                   |
| Paks (Ungheria) (Reattore 2)                                           | V-213   | 473                | 1º agosto 1974     | 6 settembre 1984        | 14 novembre 1984       | 2034                   |
| Paks (Ungheria) (Reattore 3)                                           | V-213   | 473                | 1º ottobre 1979    | 28 settembre 1986       | 1º dicembre 1986       | 2036                   |
| Paks (Ungheria) (Reattore 4)                                           | V-213   | 473                | 1º ottobre 1979    | 16 agosto 1987          | 1º novembre 1987       | 2037                   |

### In costruzione e programmati
| Reattori in costruzionedati aggiornati alla pagina nazionale corrispondente |         |                    |                    |                                    |                                   |                 |
| Impianto | Modello | Potenza netta (MW) | Inizio costruzione | Allacciamento alla rete (prevista) | Produzione commerciale (prevista) | Costo (stimato) |
| Rooppur (Bangladesh) (Reattore 1) | V-523   | 1080               | 30 novembre 2017   | 2023                               | 2023                              |                 |
| Rooppur (Bangladesh) (Reattore 2) | V-523   | 1080               | 14 luglio 2018     | 2024                               | 2024                              |                 |
| Bielorussia (Bielorussia) (Reattore 2) | V-491   | 1110               | 26 aprile 2014     | 2018                               | 2018                              |                 |
| Tianwan (Cina) (Reattore 7) | V-491   | 1200               | 19 maggio 2021     | 2026                               | 2026                              |                 |
| Xudabao (Cina) (Reattore 3) | V-491   | 1200               | 19 maggio 2021     | 2026                               | 2026                              |                 |
| Kudankulam (India) (Reattore 3) | V-412   | 917                | 29 giugno 2017     | 2025                               | 2025                              |                 |
| Kudankulam (India) (Reattore 4) | V-412   | 917                | 23 ottobre 2017    | 2022                               | 2022                              |                 |
| Kudankulam (India) (Reattore 5) | V-412   | 917                | 29 giugno 2021     | 2027                               | 2027                              |                 |
| Bushehr (Iran) (Reattore 2) | V-528   | 974                | 27 settembre 2019  | 2024                               | 2024                              |                 |
| Bushehr (Iran) (Reattore 3) | V-528   | 974                | 25 gennaio 2021    | 2026                               | 2026                              |                 |
| Kaliningrad (Russia) (Reattore 1) | V-491   | 1109               | 22 febbraio 2012   | [ 8 ]                              |                                   |                 |
| Kursk 2 (Russia) (Reattore 1) | V-510   | 1175               | 29 aprile 2018     | 2022                               | 2022                              |                 |
| Kursk 2 (Russia) (Reattore 2) | V-510   | 1175               | 15 aprile 2019     | 2023                               | 2023                              |                 |
| Mochovce (Slovacchia) (Reattore 3) | V-213   | 440                | 27 gennaio 1987    | 2018                               | 2018                              |                 |
| Mochovce (Slovacchia) (Reattore 4) | V-213   | 440                | 27 gennaio 1987    | 2018                               | 2018                              |                 |
| Akkuyu (Turchia) (Reattore 1) | V-491   | 1114               | 3 aprile 2018      | 2023                               | 2023                              | 20 miliardi $   |
| Akkuyu (Turchia) (Reattore 2) | V-491   | 1114               | 8 aprile 2020      | 2024                               | 2024                              | 20 miliardi $   |
| Akkuyu (Turchia) (Reattore 3) | V-491   | 1114               | 10 marzo 2021      | 2025                               | 2025                              | 20 miliardi $   |
| Chmel'nyc'kyj (Ucraina) (Reattore 3) | V-320   | 950                | 1º marzo 1986      | [ 8 ]                              |                                   |                 |
| Chmel'nyc'kyj (Ucraina) (Reattore 4) | V-320   | 950                | 2 febbraio 1987    | [ 8 ]                              |                                   |                 |
| Reattori pianificati ed in fase di proposta |         |                    |                    |                                    |                                   |                 |
| Soprattutto nei paesi dell'ex blocco sovietico, in Cina ed in India. In discussione in altre nazioni. |         |                    |                    |                                    |                                   |                 |
| NOTE: Molte agenzie per la sicurezza nucleare stanno ancora valutando al momento il design del reattore VVER per essere adottato nelle proprie nazioni. Molti stati o compagnie elettriche sono interessati a questa tipologia di reattori, quasi solamente in nazioni non occidentali. |         |                    |                    |                                    |                                   |                 |